# Georges Beaucourt
Georges Beaucourt (Roubaix, 15 aprile 1912 – Douai, 27 febbraio 2002) è stato un calciatore francese, di ruolo difensore.

## Carriera
Vinse il campionato francese nel 1933 con il Lille.